# 雷纳托·博萨塔
雷纳托·博萨塔（義大利語：Renato Bosatta，1938年2月11日—），意大利男子赛艇运动员。他曾代表意大利参加1960年、1964年和1968年夏季奥林匹克运动会赛艇比赛，共获得二枚银牌和一枚铜牌。